# Провулок Рилєєва (Житомир)
Провулок Рилєєва — провулок в Богунському районі міста Житомира.

## Характеристики
Розташований на Мальованці, на теренах Закам'янки. Бере початок з провулка Якубця. Прямує на південний захід. Завершується перехрестям з Радивілівською вулицею.

## Історія
До 1995 року безіменний проїзд. У 1995 році отримав чинну назву.
У першій половині ХХ століття територія, де пізніше сформується провулок, переважно вільна від забудови — під садами та городами.
Забудова провулка сформувалася у 1970-х роках.